# 권상릉
권상릉(權相凌, 권상능, 1934년 3월 21일 ~ )은 대한민국의 미술기관단체인이다. 본관은 안동(安東)이며 경상북도 안동 출생이다.

## 생애
1955년 미술평론가로 평단에 등단하였으나 이후 미술기관단체인으로 전향하였다. 현재는 조선화랑 대표이사 사장이다.